# 1946 في المملكة المتحدة
فيما يلي قوائم الأحداث التي وقعت خلال عام 1946 في المملكة المتحدة.

## سياسة

### انتهاء فترة المنصب
- 1 نوفمبر – جون شيرمان كوبر قاضي دائرة [الإنجليزية]‏.

## رياضة
- 1 يناير – بطولة ويمبلدون 1946

## ظهور
- 1 يناير – الأوركسترا الفيلهارمونية الملكية

## أفلام
من الأفلام التي صدرت هذه السنة في المملكة المتحدة:
- 1 يناير – الآمال العظيمة من إخراج ديفيد لين.

## كتب
من الكتب التي صدرت هذه السنة في المملكة المتحدة:
- 1 يناير – الأجوف من تأليف أجاثا كريستي.
- 1 نوفمبر – تعال أخبرني عن كيفية عيشك من تأليف أجاثا كريستي.

## مواليد

### يناير
- 1 يناير – دايتون كالي ممثل أمريكي.
- 1 يناير – روجر إدواردز سياسي من المملكة المتحدة.
- 1 يناير – ريتشارد فورتي إحاثي من المملكة المتحدة.
- 1 يناير – ميل ثومبثون كاتب بريطاني.
- 3 يناير – جون بول جونز[1]
- 6 يناير – سيد باريت[2]
- 14 يناير – هارولد شيبمان[3]
- 19 يناير – جوليان بارنز كاتب إنجليزي.[4]
- 22 يناير – مالكولم مكلارين[5]
- 26 يناير – جوناثان إسرائيل مؤرخ بريطاني.

### فبراير
- 1 فبراير – إليزابيث سلايدن[6]
- 1 فبراير – توني لورانس لاعب كرة قدم كندي.
- 5 فبراير – ديفيد سادلر لاعب كرة قدم إنجليزي.[7]
- 5 فبراير – شارلوت رامبلينج ممثلة بريطانية.
- 11 فبراير – إيان بورترفيلد لاعب كرة قدم.
- 19 فبراير – جون كليفتون لاعب كرة مضرب بريطاني.
- 20 فبراير – بريندا بليثين[8]
- 21 فبراير – ألان ريكمان[9]
- 21 فبراير – أنتوني دانيلز ممثل إنجليزي.[10]
- 26 فبراير – كولن بل لاعب كرة قدم إنجليزي.
- 28 فبراير – روبن كوك سياسي من المملكة المتحدة.[11]

### مارس
- 5 مارس – موراي هيد[12]
- 6 مارس – ديفيد غيلمور
- 15 مارس – ديفيد موريس رائد أعمال من المملكة المتحدة.
- 21 مارس – تيموثي دالتون

### أبريل
- 5 أبريل – جين آشر[13]
- 19 أبريل – تيم كاري[14]
- 22 أبريل – بول دافيس فيزيائي بريطاني.[15]
- 22 أبريل – نيكولاس ستيرن[16]

### مايو
- 2 مايو – بروس روبنسون[17]
- 2 مايو – ديفيد سيجت
- 4 مايو – جون واتسون سائق سيارة سباق من المملكة المتحدة.
- 10 مايو – دونوفان[18]
- 18 مايو – راي ريتشاردز[19]
- 19 مايو – روجر سلومان ممثل بريطاني.[20]
- 22 مايو – جورج بست لاعب كرة قدم بريطاني.[21]
- 22 مايو – هاوارد كيندال لاعب ومدرب كرة قدم إنجليزي.

### يونيو
- 1 يونيو – براين كوكس[22]
- 2 يونيو – بيتر ساتكليف
- 3 يونيو – بينيلوب ويلتون[23]
- 5 يونيو – جون باش[24]

### يوليو
- 1 يوليو – جاري جيبونز
- 1 يوليو – جون إليس فيزيائي بريطاني.[25]
- 5 يوليو – بول سميث مصمم أزياء من المملكة المتحدة.[26]
- 5 يوليو – ديريك سميث لاعب كرة قدم من المملكة المتحدة.[27]
- 9 يوليو – بون سكوت[28]
- 10 يوليو – بيلي ويلسون لاعب كرة قدم إنجليزي.
- 12 يوليو – روبرت فيسك[29]
- 17 يوليو – آلون أرمسترونغ ممثل إنجليزي.[30]
- 21 يوليو – برايان آرثر
- 25 يوليو – كولن هاربر[31]
- 31 يوليو – ألان كلارك لاعب كرة قدم إنجليزي.

### أغسطس
- 3 أغسطس – جاك سترو سياسي بريطاني.[32]
- 6 أغسطس – آلان هولدسورث عازف قيثارة وملحن إنجليزي.[33]
- 15 أغسطس – توني روبنسون[34]
- 27 أغسطس – بروس ووكر لاعب كرة قدم إنجليزي.

### سبتمبر
- 1 سبتمبر – باري غيب موسيقي بريطاني.[35]
- 18 سبتمبر – نيكولاس كلاي ممثل بريطاني.[36]

### أكتوبر
- 5 أكتوبر – داف واتسون لاعب كرة قدم إنجليزي.
- 10 أكتوبر – تشارلز دانس[37]
- 10 أكتوبر – كريس تارانت
- 13 أكتوبر – ادوينا كوري سياسية بريطانية.[38]
- 17 أكتوبر – يان كافان[39]
- 31 أكتوبر – ستيفن ريا ممثل أيرلندي.[40]
- 31 أكتوبر – نورمان لوفيت

### نوفمبر
- 4 نوفمبر – جون كالين ممثل نيوزيلندي.[41]
- 16 نوفمبر – أنتوني تشيثام
- 27 نوفمبر – كيم هاولز سياسي بريطاني.

### ديسمبر
- 14 ديسمبر – بيتير لوريمر لاعب كرة قدم إنجليزي.[42]
- 14 ديسمبر – جين بيركين[43]
- 25 ديسمبر – ستيوارت ويلسون[44]
- 29 ديسمبر – مارياني فايثفول[45]

## وفيات

### فبراير
- 5 فبراير – جورج أرليس (مواليد 1868)[46]

### مارس
- 8 مارس – فريديريك لانكستر (مواليد 1868)[47]
- 23 مارس – آرثر بونسومبي (مواليد 1871) سياسي من المملكة المتحدة.[48]
- 31 مارس – جون فيريكير (مواليد 1886) عسكري من المملكة المتحدة.[49]

### أبريل
- 5 أبريل – جورج فيرنون هدسون (مواليد 1867)[50]
- 9 أبريل – رالف كيربي (مواليد 1884) لاعب ومدرب كرة قدم إنجليزي.[51]
- 21 أبريل – جون مينارد كينز (مواليد 1883) عالم اقتصاد بريطاني.[52]

### يونيو
- 5 يونيو – فيبي هولكروفت واتسون (مواليد 1898) لاعبة كرة مضرب من المملكة المتحدة.
- 5 يونيو – مود واتسون (مواليد 1864) لاعبة كرة مضرب من المملكة المتحدة.
- 7 يونيو – تيد ميلورس (مواليد 1907) متسابق دراجات نارية من المملكة المتحدة.
- 14 يونيو – جون لوجي بيرد (مواليد 1888)[53]
- 29 يونيو – فرانك هادو (مواليد 1855) لاعب كرة مضرب بريطاني.

### أغسطس
- 6 أغسطس – بلانش بينغلي (مواليد 1863) لاعبة كرة مضرب من المملكة المتحدة.
- 6 أغسطس – بيني لينش (مواليد 1913) ملاكم من المملكة المتحدة.[54]
- 7 أغسطس – جورج ويلكنسون (مواليد 1879) سبّاح من المملكة المتحدة.
- 13 أغسطس – هربرت جورج ويلز (مواليد 1866) كاتب إنجليزي.[55]
- 31 أغسطس – هارلي غرانفيل باركر (مواليد 1877)[56]

### سبتمبر
- 16 سبتمبر – جيمس جينس (مواليد 1877)[57]

### أكتوبر
- 5 أكتوبر – باتريك باوز ليون (مواليد 1863)
- 23 أكتوبر – ارنست تومسون سيتون (مواليد 1860)[58]